# NGC 1860
NGC 1860 (другое обозначение — ESO 56-SC75) — рассеянное скопление в созвездии Золотой Рыбы, расположенное в Большом Магеллановом Облаке. Открыто Джоном Гершелем в 1836 году. Описание Дрейера: «тусклый, довольно крупный объект круглой формы, более яркий в середине». Иногда считается, что скопление открыл Джеймс Данлоп в 1826 году, но это маловероятно. 
Возраст скопления составляет около 250 миллионов лет, металличность примерно равна солнечной, из-за межзвёздного покраснения наблюдается избыток цвета B−V, равный 0,08m.
Этот объект входит в число перечисленных в оригинальной редакции «Нового общего каталога».